# Фридрих Вилхелм Белгикус фон Бентхайм-Щайнфурт
Фридрих Вилхелм Белгикус фон Бентхайм-Щайнфурт (на немски: Friedrich Wilhelm Belgicus von Bentheim-Steinfurt; * 17 април 1782 в Щайнфурт; † 12 октомври 1839 във Вилафранка ди Верона) е принц от Бентхайм-Щайнфурт и австрийски фелдмаршал-лейтенант.
Той е третият син на граф и по-късният княз Лудвиг фон Бентхайм-Щайнфурт (1756 – 1817) и съпругата му принцеса Юлиана Вилхелмина фон Шлезвиг-Холщайн-Зондербург-Глюксбург (1754 – 1823), дъщеря на херцог Фридрих фон Шлезвиг-Холщайн-Зондербург-Глюксбург (1701 – 1766) и графиня Хенриета Августа фон Липе-Детмолд (1725 – 1777).
Той влиза през 1799 г. в австрийската войска и 1809 г. става полковник. Скоро става генерал, бригада-командант в Прага, 1827 г. фелдмаршал-лейтенант и командант на дивизия в Падуа. Като командант на II. армейски корпс в Италия той умира на 12 октомври 1839 г. във Вилафранка ди Верона.